# Kanton Lillers
Der Kanton Lillers ist seit 1790 ein französischer Wahlkreis im Arrondissement Béthune, im Département Pas-de-Calais und in der Region Hauts-de-France; sein Hauptort ist Lillers.

## Gemeinden
Der Kanton besteht aus 22 Gemeinden mit insgesamt 39.463 Einwohnern (Stand: 1. Januar 2022) auf einer Gesamtfläche von 180,84 km²:
| Gemeinde           | Einwohner 1. Januar 2022 | Fläche km² | Dichte Einw./km² | Code INSEE | Postleitzahl |
| ------------------ | ------------------------ | ---------- | ---------------- | ---------- | ------------ |
| Allouagne          | 2.837                    | 7,81       | 363              | 62023      | 62157        |
| Ames               | 660                      | 3,51       | 188              | 62028      | 62190        |
| Amettes            | 466                      | 6,82       | 68               | 62029      | 62260        |
| Auchy-au-Bois      | 549                      | 4,27       | 129              | 62049      | 62190        |
| Bourecq            | 575                      | 4,02       | 143              | 62162      | 62190        |
| Burbure            | 2.827                    | 5,53       | 511              | 62188      | 62151        |
| Busnes             | 1.242                    | 9,55       | 130              | 62190      | 62350        |
| Calonne-sur-la-Lys | 1.578                    | 11,00      | 143              | 62195      | 62350        |
| Ecquedecques       | 510                      | 2,63       | 194              | 62286      | 62190        |
| Ferfay             | 868                      | 3,89       | 223              | 62328      | 62260        |
| Gonnehem           | 2.532                    | 15,31      | 165              | 62376      | 62920        |
| Ham-en-Artois      | 947                      | 3,20       | 296              | 62407      | 62190        |
| Lespesses          | 401                      | 3,09       | 130              | 62500      | 62190        |
| Lestrem            | 5.041                    | 21,15      | 238              | 62502      | 62136        |
| Lières             | 340                      | 3,24       | 105              | 62508      | 62190        |
| Lillers            | 10.200                   | 26,90      | 379              | 62516      | 62190        |
| Mont-Bernanchon    | 1.319                    | 11,40      | 116              | 62584      | 62350        |
| Norrent-Fontes     | 1.372                    | 5,70       | 241              | 62620      | 62120        |
| Robecq             | 1.320                    | 10,56      | 125              | 62713      | 62350        |
| Saint-Floris       | 629                      | 4,05       | 155              | 62747      | 62350        |
| Saint-Venant       | 3.002                    | 14,24      | 211              | 62770      | 62350        |
| Westrehem          | 248                      | 2,97       | 84               | 62885      | 62960        |
| Kanton Lillers     | 39.463                   | 180,84     | 218              | 6231       | –            |

Bis zur Neuordnung bestand der Kanton Lillers aus den 9 Gemeinden Busnes, Calonne-sur-la-Lys, Gonnehem, Guarbecque, Lillers, Mont-Bernanchon, Robecq, Saint-Floris und Saint-Venant. Sein Zuschnitt entsprach einer Fläche von 108,47 km2. 

## Bevölkerungsentwicklung
| 1962   | 1968   | 1975   | 1982   | 1990   | 1999   | 2006   | 2011   |
| ------ | ------ | ------ | ------ | ------ | ------ | ------ | ------ |
| 20.483 | 21.272 | 20.935 | 21.808 | 22.595 | 21.835 | 22.590 | 23.093 |